# Scolichthys
 Scolichthys és un gènere de peixos de la família dels pecílids i de l'ordre dels ciprinodontiformes.

## Taxonomia
- Scolichthys greenwayi (Rosen, 1967)
- Scolichthys iota (Rosen, 1967)[2][3][4]